# Eucario di Treviri
Eucario di Treviri, o Eucherio (Palestina?, II secolo o III secolo – Treviri, III secolo), è stato un vescovo tedesco considerato il primo della diocesi di Treviri. È venerato come santo dalla Chiesa cattolica e da quella ortodossa.

## Agiografia

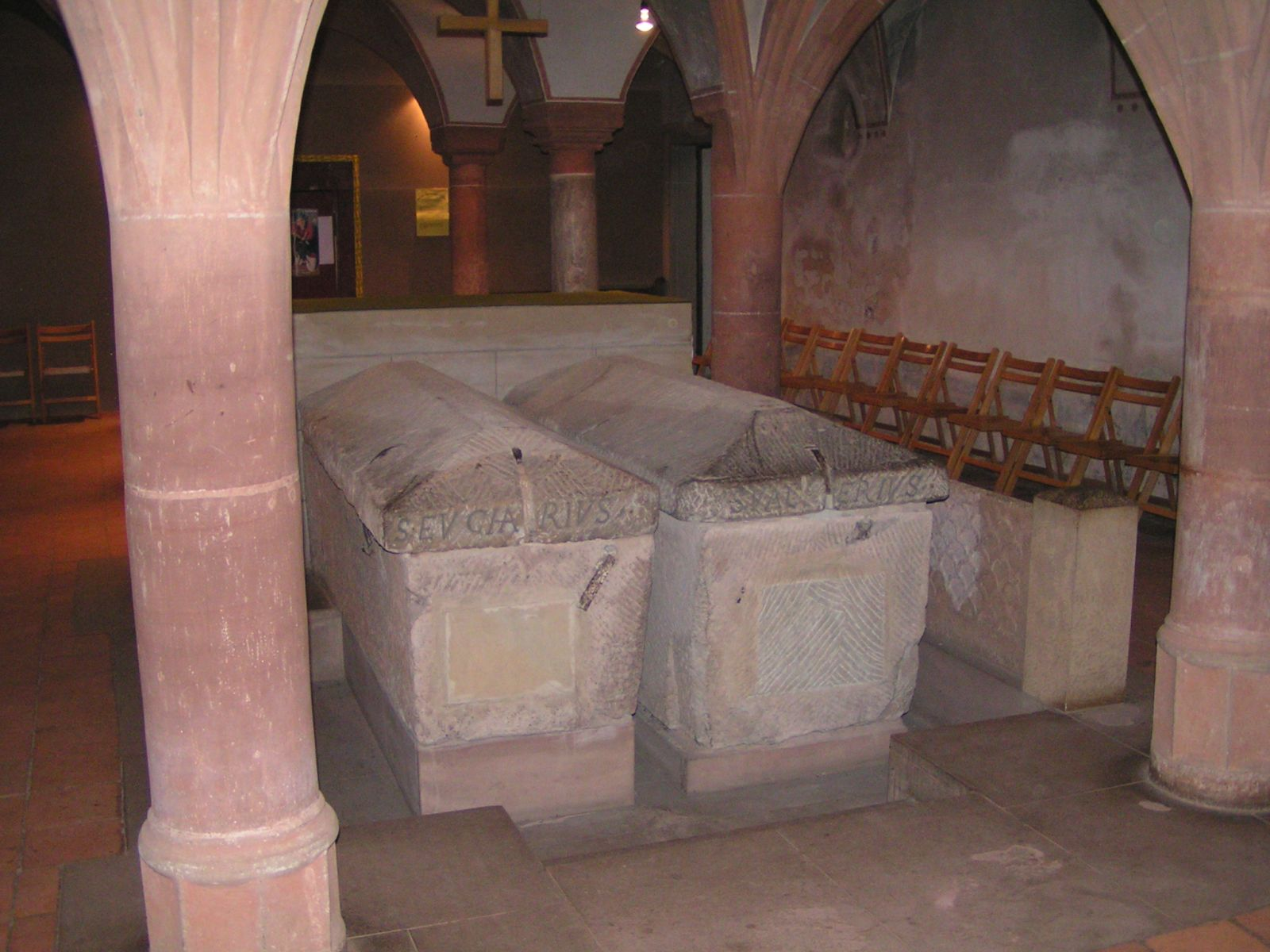
Le arche dei primi due vescovi di Treviri, Eucario e Valerio, nella cripta dell'abbazia benedettina di san Mattia a Treviri

Secondo la leggenda, Eucario sarebbe stato un discepolo di san Pietro, il quale avrebbe inviato lui ed altri due discepoli, Valerio e Materno, ad evangelizzare la Gallia e le popolazioni circostanti. La leggenda narra inoltre che egli avrebbe resuscitato il compagno Materno dal suo sarcofago, utilizzando il bastone pastorale di San Pietro. Poiché tuttavia i tre santi furono vescovi in diocesi fondate più di un secolo dopo, la leggenda risulta incoerente.
Secondo una tradizione di Treviri, egli avrebbe distrutto una statua di Venere ponendovi al posto l'attuale Croce.

## Culto
Il culto di sant'Eucherio è provato fin dal 455 e la leggenda è attestata nell'VIII secolo. San Gregorio di Tours lo definisce «Protettore della città di Treviri contro le epidemie».
L'antico siglillo della città di Treviri mostra il santo che riceve da san Pietro le chiavi della città.
Il vescovo di Treviri, san Cirillo (†457) fece costruire nella metà del V secolo due sarcofagi, uno per san Valerio e l'altro per  sant'Eucario, che sono posti nell'Abbazia benedettina di san Mattia a Treviri.

### Ricorrenze
La Chiesa cattolica lo ricorda il giorno 8 dicembre:
Dal Martirologio Romano: "A Treviri nella Gallia belgica, nell'odierna Germania, sant'Eucario, ritenuto primo vescovo di questa città".
A Limburgo la festa dei tre vescovi di Treviri (Eucario, Valerio e Materno) ricorre il giorno 11 settembre.
Le Chiese ortodosse commemorano Eucario il 10 novembre.